# 로스킬레 축제

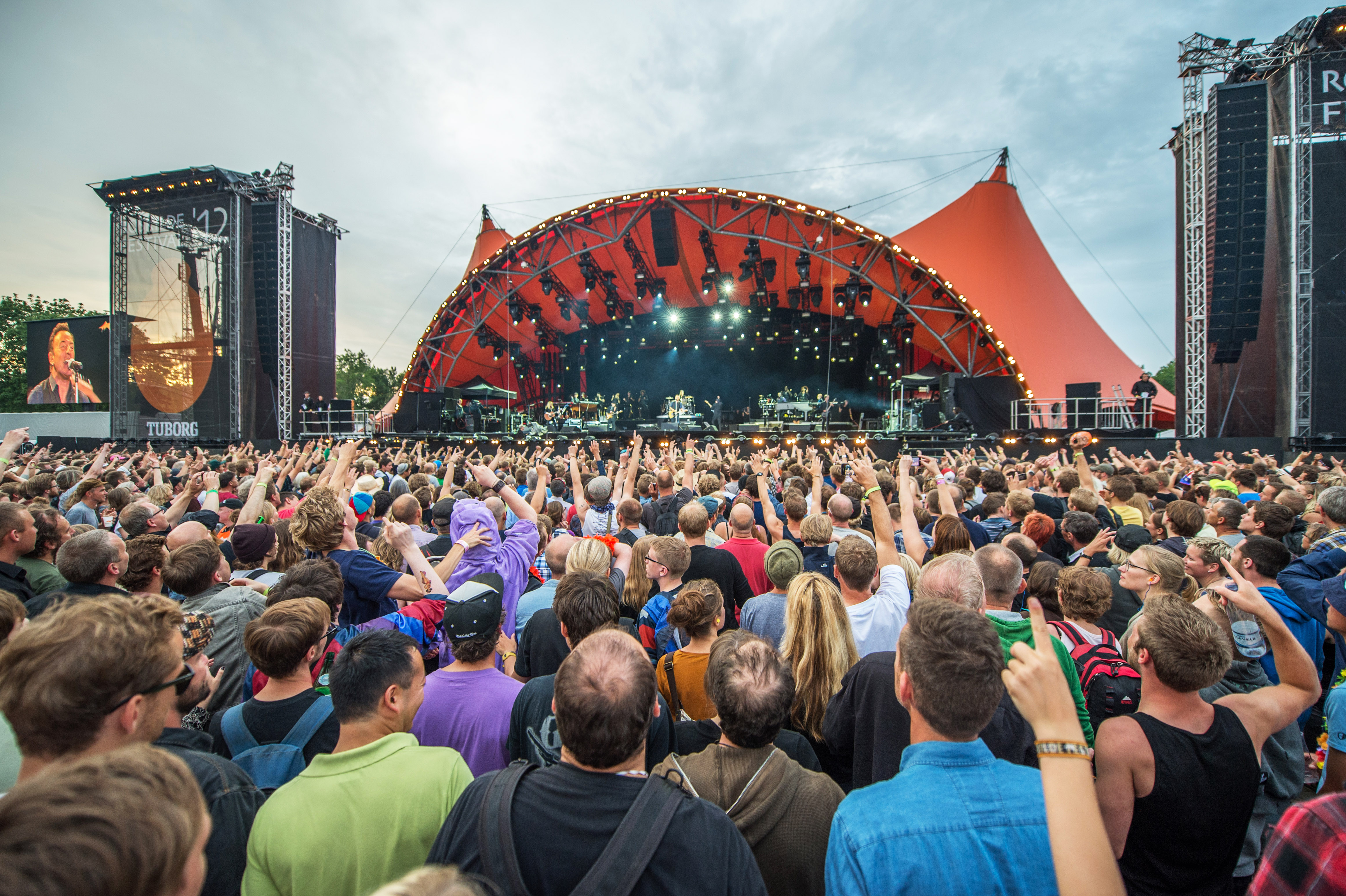

로스킬데 축제(Roskilde Festival)는 덴마크의 작은 도시 로스킬데에서 열리는 유럽에서 가장 큰 다섯개의 록 음악 축제(나머지 네개는 the Sziget Festival, the Glastonbury Festival, the Paleo Festival and Rock Werchter) 중 하나이며 가장 큰 글라스톤배리에 필적할 만한 규모의 축제이다.
1971년에 고등학생이었던 모갠스 산드퍼(Mogens Sandfær)와 예스퍼 쯔비처 묄러(Jesper Switzer Møller) 그리고 프로모터였던 칼 피셔(Carl Fischer)에 의해서 만들어졌고 1972년에 로스킬레 파운데이션에 축제 운영이 넘겨졌다.
로스킬데 파운데이션은 음악과 문화 그리고 인간주의(humanism)의 지지와 발전을 위한 비영리 단체로 지금까지 운영되고 있다.
로스킬데 페스티벌은 덴마크의 첫 번째 순수 음악지향 축제로 원래는 히피를 위한 축제였으나 오늘날에는 스칸디나비아 지역과 나머지 유럽 지역의 젊은 주류 음악을 다룬다.
2007년의 로스킬데 페스티벌에는 180개 이상의 밴드와 8만여명의 관중이 모였고 2만1천명이 넘는 자원봉사자와 5천여명의 취재진 그리고 3천여명의 예술가들이 모여 축제에 참여했다(총 연인원 11만 이상).
전통적으로 야영지는 6월말에 공개되어 입장이 가능하고 축제 참가자들은 야영지에 머무르며 축제를 준비한다.
축제는 공식적으로 그 다음 주 목요일 동물 전시회를 시작으로 하여 4일간 진행된다.
로스킬레 페스티벌은 1990년대 중반까지는 대부분 스칸디나비아인들을 매료시켰으나 최근 들어서는 국제적인 축제가 되어 독일인, 호주 그리고 영국인 등이 대규모로 참여하고 있다.
2010년 로스킬레 페스티벌의 공식 초청 공연팀은 33개 팀이며 한국에서는 최초로 문화마을 들소리의 공연이 예정되어 있다.

## 사건 및 사고
- 2000년 6월 30일 로스킬레 축제 압사 사고로 9명이 사망했고, 26명이 부상을 입었다.

## 2010년 출연진
AFENGINN (DK), BLACKIE AND THE RODEO KINGS (CAN), BOBAN I MARKO MARKOVIC ORKESTAR (SER), C.V. JØRGENSEN (DK), CASIOKIDS (N), CÉU (BRA), CHOC QUIB TOWN (COL),
CONVERGE (US), DIZZY MIZZ LIZZY (DK), DULSORI (KOR) , EFTERKLANG (DK), ELECTROJUICE (DK), FM BELFAST (ISL), GALLOWS (UK), JACK JOHNSON (US), THE KISSAWAY TRAIL (DK),
LINDSTRØM & CHRISTABELLE (N), MOTÖRHEAD (UK), MUSE (UK), NEPHEW (DK), JOHN OLAV NILSEN & GJENGEN (N), NOFX (US), PAVEMENT (US), PORCUPINE TREE (UK), THE RUMOUR SAID FIRE (DK),
SCHLACHTHOFBRONX (DE), SERENA-MANEESH (N), SHANTEL & BUCOVINA CLUB ORKESTAR (DE), SÓLSTAFIR (ISL), THE TEMPER TRAP (AUS), THEM CROOKED VULTURES (US/UK), VALIENT THORR (US), WOODEN SHJIPS (US)

## 같이 보기
- 대중문화